# 洲際扁蚜
洲際扁蚜（学名：Pseudoregma panicicola）为扁蚜科角扁蚜屬下的一个种。